# Tour de l'Ouest
De Tour de l'Ouest, of Omloop van het Westen,  is een voormalige etappewedstrijd in het westen van Frankrijk. De wedstrijd werd in 1931 opgericht door de krant  L'Ouest-Éclair, als Circuit de l'Ouest. Op 24 augustus 1939 eindigde de wedstrijd na de vijfde etappe ten gevolge van de oorlogsdreiging en de afkondiging van de gedeeltelijke mobilisatie in Frankrijk. De wedstrijd werd opnieuw georganiseerd van 1946 tot 1959.